# Чернецкий, Сергей Витальевич
Сергей Витальевич Чернецкий (род. 9 апреля 1990 в Сертолово, Ленинградская область) — российский трековый и профессиональный шоссейный велогонщик. Чемпион России в индивидуальной гонке 2016 года.

## Биография
Двукратный чемпион Европы до 23 лет в командной гонке преследования на треке в 2010 и 2011 годах.
Первый шоссейный контракт подписал в 2012 году с Itera-Katusha. В дебютном сезоне отметился победами на этапах и вторыми местами в генеральной классификации Джиро Валле д’Аоста и Ронд де л’Изард.
В 2013 году перешёл в Team Katusha. В этом сезоне одержал победу в генеральной классификации Тура Фьордов, остановился в шаге от подиума на Туре Австрии и попал в десятку на Вуэльты Бургоса.
В 2014 году дебютировал на Вуэльте Испании, где отметился на последнем этапе, заняв 6-е место в индивидуальной гонке на время, а также в составе команды первенствовал в командной классификации.
В 2015 году одержал первую победу на гонке Мирового тура. 28 марта выиграл 6 этап на многодневке Вуэльта Каталонии.
В 2017 году подписывает двухлетний контракт с казахстанской Astana Pro Team. И в августе 2018 года впервые за пять лет выигрывает многодневку в генерале (Арктическая гонка Норвегии) . А в октябре стал третьим на Туре Гуанси в Китае .

## Выступления
2010
- 8-й — Troféu Joaquim Agostinho
- 8-й — Klasika Primavera

2011
- 4-й — Klasika Primavera
- 5-й — Troféu Joaquim Agostinho
- 10-й — Piccolo Giro di Lombardia

2012
- Чемпионат России U-23 индивидуальная гонка
- 2-й — Ronde de l'Isard
  - 1-й на этапе 2
- 2-й — Giro della Valle d'Aosta
  - 1-й на этапе 6 (ITT)
- 2-й — Gran Premio Città di Camaiore
- 2-й — Chrono Champenois
- 4-й — Rhône-Alpes Isère Tour
  -  — Молодёжная классификация
- 4-й — Тур де л'Авенир
- 4-й — Дуо Норман ( c Антоном Воробьёвым

2013
- Тур Фьордов
  -  — Молодёжная классификация
  - 1-й на 1 и 3 этапах (ТТТ)
- 1-й на этапе 1b (TTT) Settimana Internazionale di Coppi e Bartali
- 4-й — Тур Австрии
- 7-й — Вуэльта Бургоса
- 10-й — Giro del Lazio

2014
- Чемпионат России, индивидуальная гонка на время
- 4-й — Тур Алматы
- 3-й — GP Miguel Indurain
- 5-й — Тур Пекина
- 7-й — Милан — Турин
- 8-й — Vuelta a Mallorca
- 10-й — Гран-при кантона Аргау

2015
- 7-й — Вольта Алгарви
- 1-й на этапе 6 Вуэльта Каталонии

2016
- 1-й  — Чемпионат России, индивидуальная гонка на время
- 4-й — Тур Бельгии
- 5-й — Гран-при Мигеля Индурайна
- 7-й — Тур Прованса
- 10-й — Тур Швейцарии

2017
- 8-й — Вуэльта Бургоса
- 10-й — Джиро ди Ломбардия

2018
 Арктическая гонка Норвегии 2018
- 3-й — Тур Гуанси

## Статистика выступлений наГранд Турах
| Гранд Тур       | 2014 | 2015 | 2016 | 2017 | 2018 |
| --------------- | ---- | ---- | ---- | ---- | ---- |
| Джиро д'Италия  | —    | 114  | —    | —    | —    |
| Тур де Франс    | —    | —    | —    | —    | —    |
| Вуэльта Испании | 113  | —    | —    | 94   | —    |